# Aegiridae
Aegiridae är en familj av snäckor.
Aegiretidae ingår i ordningen nakensnäckor, klassen snäckor, fylumet blötdjur och riket djur. Namnet stavades tidigare Aegiretidae, en stavning som fortfarande kan förekomma i vissa publikationer. Familjen innehåller bara släktet Aegires.